# 森下信衛
森下 信衛（もりした のぶえ、1895年（明治28年）2月2日 - 1960年（昭和35年）6月17日）は、日本の海軍軍人。最終階級は海軍少将。正しくは、「衛」ではなく旧字体の「衞」である。
愛知県出身。旧制明倫中学校（現・愛知県立明和高等学校）を経て、 1917年（大正6年） 海軍兵学校45期で卒業。戦艦榛名、大和などの艦長を務め、天一号作戦（坊ノ岬沖海戦）では第2艦隊参謀長を務めた。この坊の岬沖海戦時の大和艦長有賀幸作大佐、第二水雷戦隊司令官古村啓蔵少将（軽巡矢矧乗組）とは海兵同期である。数少ない戦艦大和沈没時の生存者であった。
海上幕僚監部装備部長、防衛装備庁長官官房装備官を歴任し、2017年（平成29年）12月に退官した舩木洋海将は孫。

## 人物
日本海軍屈指の操艦の名手だった。戦艦「大和」第5代艦長であった1944年（昭和19年）6月、米潜水艦を発見して艦隊各艦が一斉回頭した際、回頭が遅れた姉妹艦「武蔵」と大和が衝突しかけた。森下は慌てた様子もなく「俺がもらおう」と自ら操舵輪をとって回避した。レイテ沖海戦では、僚艦の武蔵が満身創痍の被害を受けて沈没したにもかかわらず、巧みな回避運動で爆弾3発の命中にとどめた。その際、防空指揮所において防弾チョッキも着用せず、くわえタバコのまま指揮を執ったという伝説が残されている。このとき、大和の進路や速力を記録する信号員は、あまりに頻繁な転蛇をフォローしきれず、「回避運動適宜」とのみ記したという。
たびたび艦橋外郭に出て眼下の将兵に大声で冗談や駄洒落を飛ばし、軍人らしさを感じさせなかった。
坊ノ岬沖海戦時に副砲長だった清水芳人は「森下艦長は、ふんどし姿で我々と酒を飲みかわしたりして、まるで親父のような人だった」と回想している。

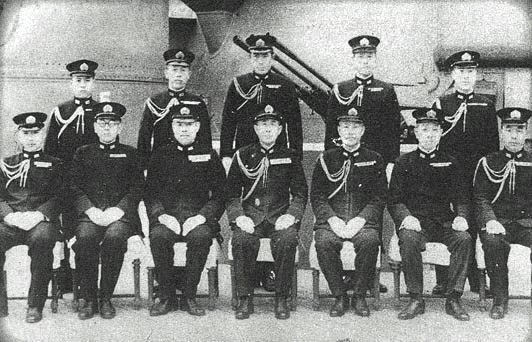
伊藤整一司令長官と第二艦隊司令部職員：前列右から3人目が森下参謀長（1945年4月5日撮影）

10月25日のサマール島沖海戦で、大和右舷機銃が漂流中の米沈没艦乗組員に対し銃撃を加えた為、艦内放送で叱咤し、やめさせた。
参謀長時の従兵である小宮山善一郎は、森下の大切にしていた魔法瓶をうっかり落として割ってしまった。恐る恐る謝りに行くと、森下は「けがはなかったか。」と優しく気遣ってくれ、ますます森下に心酔したと述懐している。

### レイテ沖海戦
レイテ沖海戦での操艦について、当初の旗艦愛宕が沈没してから大和に移乗した第2艦隊参謀長小柳冨次少将は「大和は常に攻撃の焦点となったが、全期を通じて魚雷は一本も命中せず、私の直接みた命中爆弾は前甲板に落ちてはね返された軽爆弾一発のみであった。しかしわずかに数メートルのきわどいところでかわした雷跡は十数本を数え、舷側数メートルにおちた至近弾は無数といってよい。これは艦長森下大佐（原文ママ：10月15日付で少将に昇進している）の練達なる回避運動と、適切なる戦闘指揮によったものである。長官も司令官も黙せる石仏のごとく、乗員はただ固唾を呑んで、艦長の顔色を見守っている。余裕綽々として微笑を湛えながら、いささかの興奮の色もなく落ちつきはらって操艦している自信たっぷりの艦長の雄姿が、いつまでも印象に残る」と回想している。森下自身はこの時の心境を「味方には直接戦闘機がなく、みずから7万トンの大目標を擁して、多数の敵機の攻撃から、いかに脱過することができるか苦心した。そのとき、自分をなくして無心となり、明鏡止水の境地になるように努めていると、次第に7万トンの大艦が駆逐艦同様に小さく見えるようになって、自由に安心して操艦することができた」と書いている。
同海戦時、第1艦橋見張員であった上甲正好は、『敵機来襲、戦闘配置につけとのことで、森下艦長のすぐ後ろで双眼鏡で空を見張っていたところ、急に腹痛が生じた。見張長が「我慢せい」といっていたところ、艦長がその様子をみて、すぐに「軍医をよべ」と言った。見張員は「我慢します」と言っていたが、上がってきた軍医が急性虫垂炎と診断した。艦長は「手術をしてやれ」と命じ、すぐに一番振動の少ない最下甲板で手術をうけた。軍医のいる艦にのり、かつ配置がたまたま艦長の後ろであったため、助かったのだ。』と森下を命の恩人であると回想している。

### 坊ノ岬沖海戦
後任の有賀艦長の着任後は、第2艦隊参謀長として引き続き大和に乗艦、坊ノ岬沖海戦でも生還している。大和の沈没後、「艦長が泳いでいるのを見た」という生存者の目撃証言があるが、これは漂流中の森下を誤認したものと考えられている。有賀艦長は退艦せず大和と運命を共にした。
同海戦前日の4月6日、駆逐艦花月が大和に給油している時、森下は花月の東日出夫艦長（森下が夕月艦長時の航海長で、海軍兵学校の7期後輩）を大和に呼び、「おい、東、これを持って行って適当なときに家へ送ってくれ」と森下は言い、トランクと鍵を渡した。東艦長は「適当なときに」という言葉に、森下の死の覚悟を感じ、そこまで自分を信頼してくれているのかと感激した。
同海戦で、午後0時45分に左舷前部に魚雷1本が命中した。森下は敵機の攻撃を見ながら「みごとなもんだ。あのとき（レイテ沖海戦）より、確実に腕が上がっとる。」と言っていた。敵を褒めるこの言葉をきいて、眉をひそめる将校もいたというが、レイテ沖海戦で対空射撃が当たらないものだと大和の限界を知りぬいた森下ならではの言葉であった。
午後2時の第3波の来襲による左舷への魚雷攻撃集中で傾斜復元困難となった時、艦橋から防空指揮所に移動し有賀艦長に「今となっては、艦の傾斜を復元するために、敵の魚雷を右舷に命中させるにしかず」と進言している。その後も左舷への攻撃集中で傾斜復元の手段が尽きたため、能村副長より有賀艦長に「総員退去」の進言が出た。有賀艦長は電話で森下の判断をただした際、森下は「有賀、もうだめだな」と小声で、同期生なので遠慮なく答えたという。その後、森下は長官席に座っていた第2艦隊司令官伊藤整一中将に対し、「もう宜しいかと思います。総員上甲板の命令を発します」と作戦の中止を具申し（それを聞いた伊藤中将は「残念だったね。皆御苦労でした」と答えを返したと言われている）、伊藤中将は「参謀長、後を頼む」と言って長官室に降りて行った。航海長が羅針盤や伝声管に白さらしで身を縛りつけようとし、周りの将校達も同じように縛ろうとしたとき、「貴様たちに責任はない。生きろ、生きぬくんだ。まだ働かなければならないことが沢山ある。今死んでどうする。」と言い、殴りかかった。その後、航海士が「軍艦旗が…」と叫んだ途端、大和は爆発した。
森下は最後まで艦橋に残っており沈没時の大渦に巻き込まれたが、爆発によって渦から投げ出され意識不明のまま浮かんでいた（この爆発のため、すでに海にとびこんでいて離れていたものや、沈没時に艦橋上部にいたものは渦からなげだされ助かったが、甲板付近にいた大部分のものは死亡した）。森下は、海面で従兵の小宮山善一郎に発見され、駆逐艦冬月の内火艇により助けられた。甲板に上げられた森下は、突然目を見張って、「グラマンはどうした、グラマンはどうした！」とどなって、ふたたび意識を失ったという。その後、4月8日に佐世保の海軍病院に入院した。

### 戦後
1946年（昭和21年）2月呉地方復員局長官となるが、翌年4月に依頼退官。連合軍との折衝は心中複雑な思いがあった。以後、故郷の知多半島に戻り晴耕雨読の生活が始まった。元部下が訪れた時には、自身の作った西瓜や桃を自ら獲り、ごちそうした。 1960年（昭和35年）6月17日、死去。

## 年譜
- 1895年（明治28年）2月2日 - 愛知県常滑市にて出生
- 1917年（大正6年）11月24日 - 海軍兵学校卒業（45期）
- 1929年（昭和4年）11月30日 - 任 海軍少佐、海軍大学校入校
- 1931年（昭和6年）
  - 11月27日 - 海軍大学校卒業（29期）
  - 12月1日 - 駆逐艦夕月艦長
- 1935年（昭和10年）11月15日 - 任・海軍中佐
- 1938年（昭和13年）12月1日 - 海軍大学校教官
- 1939年（昭和14年）11月15日 - 任・海軍大佐
- 1940年（昭和15年）10月15日 - 第8駆逐隊司令
- 1941年（昭和16年）9月1日 - 軽巡洋艦大井艦長
- 1942年（昭和17年）4月25日 - 軽巡洋艦川内艦長
- 1943年（昭和18年）6月14日 - 戦艦榛名艦長
- 1944年（昭和19年）1月25日 - 戦艦大和艦長
  - 10月15日 - 任・海軍少将
  - 11月25日 - 第2艦隊参謀長
- 1945年（昭和20年）9月15日 - 呉海兵団長
  - 11月30日 - 予備役
- 1946年（昭和21年）2月27日 - 呉地方復員局長官
- 1947年（昭和22年）11月28日 - 公職追放仮指定[16]
- 1960年（昭和35年）6月17日 - 死去。享年65。

## 森下信衛を演じた人物
- 石坂浩二（『戦艦大和』、1990年）
- 勝野洋（『男たちの大和』、2005年）